# 財津一郎
財津 一郎（ざいつ いちろう、1934年〈昭和9年〉2月22日 - 2023年〈令和5年〉10月14日）は、日本の俳優、コメディアン、歌手。
本名：財津 永栄（ざいつ ながひで）、旧芸名：財津 肇メ。熊本県熊本市出身。熊本県立済々黌高等学校卒業。

## 生涯

### 生い立ち
財津家は、神武天皇の時代から続くというほどの名家であった。父親は農林省（現：農林水産省）の役人で、3人兄弟の末っ子として東京に住んでいた、第二次世界大戦において、父が中国大陸へ日中戦争に出征したため、1944年に一家は故郷の熊本へ疎開した。
1947年に、阿蘇にある財津家の土地を守るために阿蘇郡黒川村（現・阿蘇市）へ移住、学校もそれまで通っていた済々黌中学校から阿蘇農業高等学校（現・熊本県立阿蘇中央高等学校）へ転校した。
1949年に再び、熊本市へ戻って済々黌高校に復学し、高校生時代は水球部で活動した。終戦後も、高校を卒業するまでを熊本で過ごした。

### 演技の道へ
1953年、上京後に早大文学部演劇学科受験に失敗。早大近くの印刷店などでアルバイト生活をしつつ、当時東京都大田区にあった榎本健一映画演劇研究所（いわゆるエノケン学校）で演技を勉強する。同時に帝劇ミュージカルの研究生になる。
エノケン学校卒業後は「もっと東京で修業を積みたい」として撮影所入りなどはせずに過ごしていたが、偶然ある野球場で憧れの仲代達矢に会ったことがきっかけで発奮し、1955年、帝劇ミュージカル解散の後、財津肇メ（ざいつ はじめ）の芸名で石井均一座に入門。
また、新宿の劇団「ムーラン」の舞台に立った。その「ムーラン」も数年後解散の憂き目に遭い、一時は大阪からやり直しと宝塚新芸座からOSミュージックホールと歩いた。

### 吉本新喜劇へ
1962年に吉本興業に入り、1964年、吉本新喜劇に参加、芸名を現在の財津一郎に改める。この芸名の名付け親は当時の吉本興業社長の林弘高で、「吉本では大衆的な名前でいかなあかん。本名は堅苦しい。一郎と言えば河野一郎、有島一郎。みんな大物や」という名付け理由だったという。
1965年に吉本新喜劇座長に就任。新喜劇では初期はサラリーマン役が多かったが、その後「老け役」が多くなっていった。
藤田まこと主演の『てなもんや三度笠』に浪人・蛇口一角（へびぐち いっかく）役で出演し、手を頭の後ろから回して反対側の耳をつかんで甲高い声で叫ぶ「ヒッジョーにキビシ〜ッ!」「〜してチョーダィ!」のギャグや抜いた刀の刃を蛇のようになめまわす、といった奇怪な動きが評判となり、一世を風靡（）した（当初はギャグで言った台詞ではなかったそうで、演技中に突発的に奇声を発すると予想外にウケたことが由来）。
なお、途中からは写真師・桜富士夫（さくら ふじお）役に変更になったが、レギュラー陣の一角を担った。当初はレギュラー出演の予定ではなかったが、奇人変人ぶりがあまりにも好評だったため、レギュラー化して最終回まで出演した。ちなみに役名の蛇口一角は、忠臣蔵の清水一角（しみず いっかく）のもじり、桜富士夫はフィルムのブランドのさくらカラー（現：コニカミノルタ）とフジカラーからとられたもの。最初は、台本にあった自分の役名の蛇口をそのまま「じゃぐち」と読んでしまい、「アホ」と言われたという。

### 活動拠点を東京に
1969年に吉本興業を退社して東京に活動拠点を移し、志母澤事務所に移籍。
1970年代前半はコミカルな芝居でさまざまな喜劇作品に出演するが、やがて硬軟使い分ける俳優として映画、テレビドラマの話題作や大作に出演。なかでも1981年『連合艦隊』では、中井貴一扮する神風特別攻撃隊に志願した青年の父親でもある海軍兵曹長役が、それまでのコミカル路線とは一線を画す重厚さで観ている側に強い印象を与えた。
1995年、61歳の時に脳内出血を発症し、開頭手術後は左半身に軽い麻痺が残ったが、リハビリに励んだ結果、3ヶ月後にテレビドラマの仕事に復帰した。
2010年11月13日公開の映画『ふたたび swing me again』に主演。体力的な不安があったというが、監督の塩屋俊が何度も説得したことから出演を承諾し、撮影期間中は役を演じることのみに集中して、最後までやり遂げた。第23回東京国際映画祭の舞台挨拶に登壇した際、「この映画の出演は（俳優生活の）最後のごほうびだと思って演じました」と語っていた。
2011年3月27日放送の『3年B組金八先生ファイナル』の出演を最後に、亡くなるまで芸能活動を休止していた。

### 晩年
2015年、『熊本日日新聞』において人生をふり返ったコラム「私を語る」を連載し、同年9月にそれを1冊にまとめた初の著書『聞いてチョウダイ 根アカ人生』を発売した。
2019年に元朝日放送プロデューサーの澤田隆治が時代劇専門チャンネルでの『てなもんや三度笠』特別記念番組の出演依頼をかけたところ、体調不良を理由に出演を辞退されたといい、同年に財津自身もメディアのインタビューに応じ、「脳出血など病気もやったことと、家内（妻）の具合が悪いことなどあり仕事は全て断っている」と語り、翌2020年2月には妻に先立たれた。
2023年に新潮社（デイリー新潮）のインタビューに応じ、毎朝4時半に起床して体操やヨガを日課としていること、家の掃除や洗濯も自分でやっていること、運転免許証を返納したこと、月1回のゴルフを目下の楽しみにしていることなどを語った。
同年9月末に長年出演していたタケモトピアノのCM出演契約が終了した。CMは同年8月まで放映されており、最終バーションは23年間放送され、年契約で毎年更新されていたという（同年11月よりナレーションベースの新CMが放送されている）。

### 逝去
2023年10月14日午後5時、慢性心不全のため東京都内の自宅で死去。89歳没。同月18日に通夜、同月19日に告別式が近親者により執り行われ、訃報は同月19日の一部メディアの記事によって伝えられている。

## 人物
- 同じ昭和9年（1934年）生まれの愛川欽也、坂上二郎、長門裕之、牧伸二、森山周一郎、藤村俊二、大橋巨泉、山本文郎、睦五朗らとは「昭和九年会」を結成していた[29]。
- 長男・功（1961年8月22日 - ）は日本テレビプロデューサー[30]で、孫・優太郎（1999年7月5日 - ）は俳優である[31]。
- 人気があった反面、「クドい」と言われることも少なくなかったが、本人の持ち味であり、自覚もしていた[注釈 4]。
- 吉本新喜劇に出演していた頃はアドリブで仁丹を使ったネタをやったところ、当時の新喜劇のテレビ中継のスポンサーだった大正製薬を怒らせてしまった[注釈 5][32]。
- 森繁久彌から共演の誘いがあったが断っている[33]。
- ある舞台で演出家とBGMで揉め、好きなジャズを流すように財津が勧めたが、演出家は断固として拒否した。しかし、この演出家は「財津さんは、『枠を打ち破るパワー』のある人。だから、わざと枠に閉じこめ、それを壊すくらいの演技をしてほしかったからだ」と財津の高い演技力あってこその演出法だった、と述べている。
- 一時期、楽屋での食事の時間を惜しみ、開演5分前になって到着したラーメンに「どうせ腹に入ったら一緒だ」として、急いで側にあったアンパンを放り込んで食べたりしており、周りからは「財津ラーメン」と呼ばれるなどしてしばらく変人扱いされた[34]。
- 歌手の財津和夫と縁戚関係があるとされる[35]。従来は血縁関係はないとしていた。ちなみにファンレターが間違って届くことがあったという（一郎の家に「財津さんへ」と書かれている手紙が届くが、読んでいくうちに内容が音楽のことばかりのため、和夫宛だったことに気づくという）。そんな縁もあってか、一郎の出身校である済々黌に向けて、『済々黌純情』という歌も書いている。

## CM出演
- 財津の奇声は『こてっちゃん』などのCMでも評判となった[36]。
- 長年にわたりタケモトピアノのCMが放映されていることから、関西圏でもブレイク。「CM中の財津の歌声を聞くと赤ちゃんの泣き声が止まる」と『探偵!ナイトスクープ』などで紹介された[注釈 6][37]。作り替える必要がないという理由で、タケモトピアノのCMは2023年8月の放映終了まで同じものが使われ続けた[20][38]。また2024年8月より放映される同社の新CMでは、同社の新イメージキャラクターであるキリンに財津の声をアテレコする形で、歌が復活した[39]。
- 日本電気（NEC)『バザールでござーる』のCMにも、1991年から2004年まで声で出演していた[36]。
- 「バブル経済」という言葉の語源は、彼が出演していた原ヘルス工業「バブルスター」のCMである。当時の「新潮45」の論文中にこのCMを揶揄して、「CMもバブルなら経済もバブルで、今の経済はバブル経済と言うべき云々・・・」という風に書かれておりこれをきっかけとして「バブル経済」という言葉が広まった。この言葉によって、好調であった景気が「好ましからざる状況」と誤って捉えられ、その後の長期不況をもたらす元となった。

## ギャグ
「ひっじょーにきびしーいっ」
「、、してちょーだい」
吉本新喜劇で用いられていたギャグ。　
元々こういった台詞は吉本新喜劇の台本に無く、新喜劇で兄弟役で出演していた花紀京との演技で「銭湯を健康ランドのように改装しないとこれからの時代はやっていけない」というくだりがあり、そこで「銭湯を続けられないのは…」の所で思わず「サビシィ～！」と大声で発したら観客がウケたということで、それからこれらを持ちギャグとして発するようになったという。
これらのギャグは「いつでも私の原点」と話している。

## 作品

### シングル
- たかが人生五十年／人生は淋しい（1967年）　「てなもんや三度笠」でもたびたび披露。両面とも財津のギャグがメインで「たかが〜」はチョーダイ、「人生は〜」はサミシーッをベースとしている。
- ピュンピュン丸の歌（1967年）　つのだじろう原作のテレビアニメ『ピュンピュン丸』主題歌。作詞つのだじろう。
- 野風増（1984年11月25日）
- ラストデイト［財津一郎・片平なぎさ］（1989年）
- 夢追い坂／門出歌［金田たつえ・財津一郎］（1994年3月1日）
- バザール3兄弟音頭（1994年7月10日）
NEC、PC-9800シリーズ「バザールでござーる」のCMソング。1999年4月7日に再発売。
- お前は小学一年生（1996年）
- タケモトピアノの歌（2003年9月25日）
大阪府堺市に本社を構えるピアノ買取専門店・タケモトピアノのCMソング。財津一郎 & タケモット名義。ブロー・ウィンド・レコードより発売。CMソングながら、オリコンの全国総合チャート75位にランクイン。『探偵!ナイトスクープ』で「赤ちゃんが泣き止むCM」として紹介され、有名になった[43]。
2013年1月23日に「タケモトピアノCMソング」のシングル名（曲名は変更なし）で、日本コロムビアより再発売[44]。
- 帰ってきたケロッ!とマーチ（2007年3月17日）
テレビ東京系アニメ『ケロロ軍曹』6代目OP。小倉優子とのデュエット。

### アルバム
- NHKみんなのうたより 大全集6〜おふろのうた〜（1991年）
同アルバム収録の「ぼくは大きな石ころさ」を歌っている。
- モダンチョキチョキズのアルバム「くまちゃん」(1994年)
同アルバム収録の「くまちゃん」で、濱田マリとデュエットしている。

## 出演

### テレビドラマ
- てなもんや三度笠（1966年7月-1968年、朝日放送） - 浪人・蛇口一角→桜富士夫
- 千葉周作 剣道まっしぐら 第17話「花も実もある鬼天狗」（1971年、TBS）- 河合新左エ門
- 徳川おんな絵巻 第37話「まぼろしの恋」（1971年、関西テレビ・東映）
- 花嫁のれん（1971年、フジテレビ）
- 大岡越前 第2部 第6話「権三と助十」（1971年、TBS） - 権三
- 一心太助（1971年 - 1972年、フジテレビ・国際放映） - 坂部正七
- なんたって18歳! 第38話「泣きぬれた名人」（1972年、TBS・大映テレビ）
- 隼人が来る 第9話「びっくり捕物初手柄」（1972年、フジテレビ・東映） - 目明し・団九郎
- ママはライバル（1973年、TBS・大映テレビ）
- 出雲の阿国（1973年、NET）
- 非情のライセンス（NET・東映）
  - 第1シリーズ 第1話「兇悪の門」（1973年） - 田沢
  - 第2シリーズ 第3話「兇悪の序曲」（1974年） - 国崎
  - 第2シリーズ 第102話「自供」 - （1976年-1977年） - 堀刑事
- 赤ひげ 第31話「向う横丁のお稲荷さん」（1973年、NHK総合） - 利助
- 剣客商売 第6話「まゆ墨の金ちゃん」（1973年、東宝・俳優座・フジテレビ） - 三浦金太郎（金ちゃん）
- アイフル大作戦 第2話「男性飼育必敗法」（1973年、TBS・東映）
- あんたがたどこさ（1973年 - 1974年、TBS）
- 恐怖劇場アンバランス 第2話「死を予告する女」（1973年、フジテレビ） - 久保
- 銭形平次 （フジテレビ）
  - 第381話「天女を女房にした男」（1973年） - 清八
  - 第572話「むささび小僧」（1977年） - 長吉
  - 第627話「兇悪犯護送」（1978年） - 甚五郎
  - 第661話「父ぅちゃんガンバレ」（1978年） - 五郎吉
  - 第715話「浪人長持唄」（1980年） - 潮田伊十郎
  - 第797話「逆手一文字斬り」（1982年） - 潮田伊十郎
- 顔で笑って 第20話「泥棒が結んだ恋」（1974年、TBS・大映テレビ） - 警察官
- 事件狩り 第7話「魔がさした若い二人」（1974年、TBS・大映テレビ）
- 時間ですよ 昭和元年（1974年 - 1975年、TBS）
- ムリすんなよ（1974年、TBS）
- はじめまして（1975年、TBS） - 妹川乙四郎
- 落下傘の青春（「軍国歌謡集」より）（1975年、NHK総合）
- 伝七捕物帳
  - 日本テレビ版
    - 第85話 「恋の飛脚は東海道」（1975年） - 直吉
    - 第122話「男一匹 かわら版」（1976年） - 市太郎
    - 第146話「炎に泣いた父子鳥」（1977年） -  仙吉
      - テレビ朝日版（1979年） - 関口陣十郎
- 女の夏（1975年、TBS）
- 新宿警察（1975年-1976年、フジテレビ・東映） - 山辺刑事
- 夜明けの刑事（TBS・大映テレビ）
  - 第63話「母は復讐など許さない!!」（1976年） - 海津刑事
  - 第109話「初恋をタイホせよ!」（1977年） - 熊本県警・武智大五郎刑事
- 必殺からくり人 第1話「鼠小僧に死化粧をどうぞ」（1976年、朝日放送・松竹） - 鼠小僧次郎吉
- 夫婦旅日記 さらば浪人 第19話「ひょうたんから駒の物語」（1976年、フジテレビ・勝プロ）
- 同級生「私の父」より（1977年、TBS）
- 新・座頭市Ⅰ第22話「浪人子守唄」（1977年) -難波儀衛門
- 達磨大助事件帳 第17話「地獄の沙汰も銭」（1978年、テレビ朝日 / 前進座 / 国際放映） - 仁斉
- 松本清張おんなシリーズ・馬を売る女（1978年、TBS） - 八田英吉役
- 松本清張の顔・死の断崖（1978年、テレビ朝日）
- 明日の刑事 第25話「一万人マラソン殺人事件」（1978年、TBS・大映テレビ）
- 若さま侍捕物帳（1978年、テレビ朝日 / 前進座 / 国際放映）第3話
- 不毛地帯（1979年、毎日放送） - 芦田国雄
- 雲霧仁左衛門（1979年、関西テレビ） - 木鼠の吉五郎
- 活動屋ばんざい 日本映画の草分け 監督マキノ省三のカチンコ人生（1979年、関西テレビ） - 牧野省三
- 3年B組金八先生シリーズ（TBS） - 左右田
  - 第1シリーズ（1979年 - 1980年）
  - スペシャル9「子供を救え！大人達よ立ち上がれ」（1998年）
  - ファイナル「最後の贈る言葉」（2011年）
- 蒼き狼 成吉思汗の生涯（1980年、テレビ朝日）
- 天皇の料理番（1980年 - 1981年、TBS） - 宇佐美修
- 鞍馬天狗（1981年、TBS） - 近藤勇
- 大江戸捜査網 第418話「錠前師の哀歌」（1981年、テレビ東京） - 松五郎
- いのち燃ゆ（1981年） - 多吉
- 淋しいのはお前だけじゃない（1982年、TBS）
- おゆう（1983年、TBS）
- 恋人・やめません?（1983年、TBS）
- 壬生の恋歌（1983年、NHK総合） - 芹沢鴨
- のんき君（1983年 - 1984年、フジテレビ）
- 事件記者チャボ! 第6話（1983年、日本テレビ） - 三木（怪盗下がりぐも）
- 西部警察 PART-IIIスペシャル「燃える勇者たち」（1984年1月1日、テレビ朝日／石原プロ） - 小山内
- 気分は名探偵（1984年 - 1985年、日本テレビ）
- サーティーン・ボーイ（1985年、TBS）
- 花へんろ 風の昭和日記 第二章（1986年、NHK総合）
- 大都会25時（1987年、テレビ朝日） - 坂東課長
- 傑作時代劇「雲霧仁左衛門」（1987年7月、テレビ朝日・東映） - 松屋吉兵衛
- 大河ドラマ（NHK総合）
  - 武田信玄（1988年） - 太原崇孚
- NHKスペシャル「幕末転勤物語　150年前の家族日記」（1989年5月14日、総合） - 渡部勝之助の老父
  - 秀吉（1996年） - 竹阿弥
  - 葵 徳川三代（2000年） - 安国寺恵瓊
- 家と女房と男の名誉（1988年、フジテレビ） - 砂田伊平
- 火曜サスペンス劇場「再会・殺意の方程式」（1988年12月、日本テレビ系・大映映像）
- 水曜グランドロマン「ニセ学歴」（1989年6月7日、日本テレビ）
- 終戦特集シリーズ真相2「ボクらの疎開戦争!」（1989年8月15日、テレビ朝日・PDS）
- 鬼平犯科帳（フジテレビ）
  - 第1シリーズ 第15話「泥鰌の和助始末」（1989年） - 泥鰌の和助
  - 第3シリーズ 第8話「妙義の團右衛門」（1992年） - 妙義の團右衛門
  - 第9シリーズ 第1話「大川の隠居」（2001年） - 生駒の仙右衛門
- 月曜・女のサスペンス（テレビ東京系・宝塚映像）
  - 「大阪の女」
  - 「四国の女」（1991年）
- 小春の春（1989年、TBS）
- びいどろで候〜長崎屋夢日記（1990年、NHK総合）
- 続続・三匹が斬る! 第1話（SP）「帰ってきた三匹!九州路、取るは天下かはたまた夢か」（1990年、テレビ朝日） - 伊能忠敬
- 忠臣蔵（1990年、TBS） - 宝井其角
- 幕府お耳役檜十三郎（1991年、テレビ東京） - 田ノ内伊織
- 松本清張スペシャル・数の風景（1991年、テレビ朝日） - 守屋豊一郎
- 前畑がんばれ（1991年、NHK総合）
- 暴れん坊将軍IV 第61話「嵐呼ぶよな島帰り!」（1992年、テレビ朝日） - 長兵衛
- 清左衛門残日録（1993年、NHK総合） - 佐伯熊太
- 土曜ドラマ（NHK総合）
  - 私が愛したウルトラセブン（1993年） - 三国
- 嘘つきは夫婦のはじまり（1993年、日本テレビ）
- 付き馬屋おえん事件帳 スペシャル「散る花 咲く花 吉原と大奥の光と影!」（1993年、テレビ東京） - 中野播磨守清茂
- ドラマ新銀河（NHK総合）
  - 企業病棟（1994年） - 丸山部長 役
  - 母の出発（1995年） - 遠山良作 役
- お金がない!（1994年、フジテレビ） - 長尾修二
- 松本清張スペシャル・状況曲線（1994年、テレビ朝日） - 味岡正弘
- はぐれ刑事純情派（1994年、テレビ朝日 / 東映）第7シリーズ・スペシャル版「安浦刑事の挑戦!黒い疑惑…それはお立ち台ギャルの謎の死から始まった」 - 勝又謙吾
- 流れ板七人（1997年、テレビ朝日）
- 夜会の果て（1997年、NHK総合）
- はみだし刑事情熱系PART2 第1話「東京〜札幌〜小樽、愛と復讐の銃弾」（1997年、テレビ朝日）
- 家政婦は見た!（1997年） - 田辺勇
- 翔ぶ男（1998年、NHK総合）
- 甘い結婚（1998年、フジテレビ）
- ブラザーズ BROTHERS（1998年、フジテレビ）
- 永遠のアトム 手塚治虫物語（1999年、テレビ東京） - 葛西健蔵
- フードファイト（2000年7月22日、日本テレビ） - 門倉
- 私立探偵 濱マイク（2002年、日本テレビ）
- 連続テレビ小説（NHK総合）
  - 天花（2004年）

### 映画
- お世継ぎ初道中（1961年、東映） - 神田玄右衛門　※財津肇名義
- 幕末てなもんや大騒動（1967年、東宝） - 坂本龍馬（偽物・本物）
- 一心太助 江戸っ子祭り（1967年、東映） - 笹尾喜内
- 早射ち犬 （1967年、大映） - 咲田勇作
- てなもんや幽霊道中（1967年） - 三鬼武十郎
- ザ・ドリフターズの映画シリーズ
  - ドリフターズですよ!前進前進また前進（1967年） - 芦野公風
  - 正義だ!味方だ!全員集合!!（1975年、松竹）
- 若親分千両肌（1967年） - サブやん
- とむらい師たち（1968年、大映） - 稲垣
- 手錠無用（1969年、大映） - ワッパの松 役
- 喜劇　深夜族（1969年、松竹） - 菊地
- 続・男はつらいよ（1969年、松竹） - 患者（金町中央病院の入院患者）
- 新・男はつらいよ（1970年、松竹） - 泥棒
- 喜劇・命のお値段（1971年、松竹） - 加東一郎
- 暁の挑戦 (1971年、新国劇、フジテレビ) - 麻生
- コント55号とミーコの絶体絶命（1971年、松竹）
- 喜劇 猪突猛進せよ!!（1971年、松竹） - 土井明
- あゝ声なき友（1971年、松竹） - 辰一
- 喜劇 男の子守唄（1972年、松竹） - 大津
- 虹をわたって（1972年、松竹） - 「京浜会」幹部
- 藍より青く（1973年、松竹） - 勝本
- 野良犬（1973年、松竹） - 運転手
- 悪名 縄張荒らし（1974年、勝プロ/東宝） - 源八
- 忍術 猿飛佐助（1976年、松竹） - 猿飛佐助（主演）
- パーマネント・ブルー 真夏の恋（1976年） - 真田刑事
- 黒木太郎の愛と冒険（1977年、ATG） - 菊川菊松
- 多羅尾伴内（1978年、東映） - 宇田川警部
- 多羅尾伴内 鬼面村の惨劇（1978年、東映） - 宇田川警部
- トラブルマン 笑うと殺すゾ（1979年、東宝) - 長曽我部営業部長
- 青春グラフィティ スニーカーぶる〜す（1981年、東宝) - 教師
- 連合艦隊（1981年、東宝） - 小田切武市[45]
- 近頃なぜかチャールストン（1981年、ATG） - 大作刑事
- ヨコハマBJブルース（1981年、東映） - 牛宅麻
- 探偵物語（1983年、東映） - 岡野
- 逃がれの街（1983年、製作:日本テレビ、田中プロモーション、配給:東宝） - 渡辺
- ふしぎな國・日本(1983年、松竹) - 宮本頑太郎
- 蜜月（1984年、ATG） - 哲明の父
- お葬式（1984年、ATG） - 里見
- CHECKERS IN TAN TAN たぬき（1985年） - 矢尾勘平
- ジャズ大名（1986年、松竹） - 石出九郎左衛門
- キネマの天地（1986年、松竹） - 犬飼刑事
- 紳士同盟（1986年) - 大木俊一
- ブラックボード（1986年） - 校長
- 落葉樹 (1986年) - 父
- 首都消失（1987年） - 川村
- パチンコ物語（1990年、松竹） - 打田国松
- 元祖パチンコ物語・温泉珍道中（1994年、シネウエーブ） - 恩田国松
- 元祖パチンコ物語・駅前戦争（1994年、シネウエーブ） - 恩田国松
- 美味しんぼ（1996年、松竹） - 京極万太郎
- 宣戦布告（2002年、東映） - 櫻田吉成
- ホーム・スイートホーム2 日傘の来た道（2003年） - 正岡秀臣
- 白椿（2007年）
- ふたたび swing me again（2010年） - 貴島健三郎 役

### Vシネマ
- (暴)株式会社1・2（1993年）- 平岡公平

### アニメ
- ロボタン（1966年 - 1968年、フジテレビ） - 伊地野家のパパ[46]
- 町一番のけちんぼう（1978年、テレビ朝日） - スクルージ
- 親子ねずみの不思議な旅（1978年、日本ヘラルド映画） - ドブネズミ マニー[47]
- 吾輩は猫である（1982年） - 金田[48]

### ラジオ
- 楽しなつかし おしゃべり歌謡曲（1974年、TBSラジオ）
- 財津一郎・男の純情（1979年 - 1981年、ニッポン放送）

### ナレーション
- メトロポリタンジャーニー（1996年、フジテレビ） - 旅のナレーター

### バラエティ
- 全国対抗歌合戦（ABCテレビ）※ヘレン杉本（現：西川ヘレン）と共に司会を担当
- 宇宙大爆笑（NETテレビ）※イーデス・ハンソンと共に司会を担当

### CM
- 三共、新三共胃腸薬（現在は第一三共ヘルスケアから第一三共胃腸薬として発売）
- 松下電器 National TransAm ZOOM(1978年)
- タケモトピアノ[49]（初代イメージキャラクター）
- 原ヘルス工業、バブルスター
- NEC、バザールでござーる（バザール・デ・ゴザールの声）
- スタミナ食品（現・エスフーズ）、こてっちゃん
- 日本フルハップ（旧西日本KSD）
- 呼子萬坊、いかまんじゅう
- アサヒ飲料、十六茶
- ハワイ商事

## 著書
- 聞いてチョウダイ 根アカ人生（熊本日日新聞社、2015年9月27日刊）